# Madre María de San José
Madre María de San José est l'une des huit paroisses civiles de la municipalité de Girardot, dans l'État d'Aragua au Venezuela. En 2007, la population estimée s'élève à 57 061 habitants. Sa capitale est Maracay, chef-lieu de la municipalité et capitale de l'État d'Aragua.

## Géographie

### Démographie
Madre María de San José constitue l'une des paroisses urbaines de la ville de Maracay, capitale de l'État, dont elle abrite les quartiers du centre, de l'est et du nord. Elle comporte notamment les quartiers suivants :
- Barrio 11 de Abril
- Barrio Belén
- Barrio Independencia
- Barrio La Barraca
- Barrio Los Olivos Nuevos
- Barrio Los Olivos Viejos
- Barrio San Agustín
- El Casco central Est (« le quartier Centre-est »)
- Urbanización Base Aragua
- Urbanización Calicanto
- Urbanización El Bosque
- Urbanización El Toro
- Urbanización La Arboleda
- Urbanización La Floresta
- Urbanización La Placera
- Urbanización La Soledad
- Urbanización Los Jardines
- Urbanización Parque Aragua
- Urbanización San Isidro
- Urbanización San Jacinto

## Sources
- (es) Cet article est partiellement ou en totalité issu de l’article de Wikipédia en espagnol intitulé « Parroquia Madre María de San José » (voir la liste des auteurs).